# 下朱庄街道
下朱庄街道，是中华人民共和国天津市武清区下辖的一个乡镇级行政单位。
2020年7月，全国爱卫会命名下朱庄街道为2017-2019周期国家卫生乡镇。

## 行政区划
下朱庄街道下辖以下地区：
静湖花园社区、越秀园社区、郎庄子村、藕甸村、于庄村、高庄村、柳河村、辛庄村和五间房村。